# Wahl zum Schwedischen Reichstag 1973
- VPK: 19
- S: 156
- C: 90
- FP: 34
- M: 51

Die Wahl zum Schwedischen Reichstag 1973 fand am 16. September 1973 statt.

## Wahlkampf
Die Sozialdemokraten förderten aus modernistisch-progressiven und sozialstaatlichen Motiven die Atomkraft. Die traditionell agrarisch ausgerichtete Zentrumspartei griff hingegen Forderungen der entstehenden Umweltbewegung auf und versuchte, vermehrt städtische Wähler und gut ausgebildete Milieus anzusprechen.

## Wahlergebnis
Mit 43,6 Prozent erzielten die Sozialdemokraten ihr schlechtestes Ergebnis seit 1932, konnten sich aber mit einer Minderheitsregierung unter Olof Palme (seit 1969) an der Macht halten. Hingegen legte die Zentrumspartei auf 25,1 Prozent zu, ihr bislang bestes Ergebnis bei Reichstagswahlen. Während die Konservativen leichte Stimmenzuwächse verzeichneten und wieder drittstärkste Fraktion wurden, mussten die Liberalen die größten Verluste einstecken. Linkspartei und Christdemokraten stagnierten in ihren Werten, wobei letztere den Einzug in den Reichstag nicht schafften.
| Partei             | Partei                                                             | Vorsitzender           | Stimmen   | Stimmen | Stimmen | Sitze  | Sitze |
| Partei             | Partei                                                             | Vorsitzender           | Anzahl    | %       | +/−     | Anzahl | +/−   |
| ------------------ | ------------------------------------------------------------------ | ---------------------- | --------- | ------- | ------- | ------ | ----- |
|                    | Sozialdemokratische Arbeiterpartei Schwedens (S)                   | Olof Palme             | 2.247.727 | 43,56   | −1,78   | 156    | −7    |
|                    | Zentrumspartei (C)                                                 | Thorbjörn Fälldin      | 1.295.246 | 25,10   | +5,19   | 90     | +19   |
|                    | Moderate Sammlungspartei (M)                                       | Gösta Bohman           | 737.584   | 14,29   | +2,76   | 51     | +10   |
|                    | Volkspartei (FP)                                                   | Gunnar Helén           | 486.028   | 9,42    | −6,79   | 34     | −24   |
|                    | Linkspartei Kommunisten (V)                                        | Carl-Henrik Hermansson | 274.929   | 5,33    | +0,58   | 19     | +2    |
|                    | Christliche Demokratische Sammlungsbewegung (KD)                   | Alf Svensson           | 90.388    | 1,75    | −0,05   | —      | —     |
|                    | Kommunistische Liga Marxisten-Leninisten (Revolutionäre) (KFML(r)) | Frank Baude            | 8.014     | 0,16    | −0,27   | —      | —     |
|                    | Sonstige                                                           | Sonstige               | 20.230    | 0,39    | —       | —      | —     |
|                    | Gesamt                                                             | Gesamt                 | 5.160.146 | 100,00  |         | 350    |       |
| Wahlberechtigte    | Wahlberechtigte                                                    | Wahlberechtigte        | 5.690.333 |         |         |        |       |
| Wahlbeteiligung    | Wahlbeteiligung                                                    | Wahlbeteiligung        | 90,84 %   |         |         |        |       |
| Abgegebene Stimmen | Abgegebene Stimmen                                                 | Abgegebene Stimmen     | 5.168.996 |         |         |        |       |
| Ungültige Stimmen  | Ungültige Stimmen                                                  | Ungültige Stimmen      | 8.850     |         |         |        |       |
| Quelle:            |                                                                    |                        |           |         |         |        |       |

## Weiterer Verlauf
Der linke und der bürgerliche Block verfügten im neuen Reichstag über jeweils 175 Stimmen, – eine Situation, die oftmals zu einem Abstimmungspatt führte, so dass viele Entscheidungen durch das Los getroffen wurden. Deshalb ging dieser Reichstag als „Lotteriereichstag“ in die Geschichte ein. Ab 1976 wurde deshalb eine ungerade Zahl von Abgeordneten festgelegt.